# Manuel de Solórzano
Manuel Ramírez de Solórzano y Escobar, (Fregenal de la Sierra –actual provincia de Badajoz–, 24 de diciembre de 1649-Pacífico Sur, 23 de julio de 1684), también conocido como Venerable padre Manuel Solórzano o simplemente el venerable Solórzano, fue un misionero y jesuita español cuya intensa labor evangelizadora se desarrolló en las islas Marianas (1675-1684), más concretamente en la de Guam, donde murió degollado a «la corta edad de 34 años», lo que dio lugar a numerosos relatos de claro tono hagiográfico, en los que tras pasar revista a la existencia de «este esclarecido héroe, tan grande en su ciencia, en su celo apostólico, en sus virtudes, como en la heroicidad y valor con que derramó su sangre a manos de los bárbaros» se detallaban los supuestos prodigios que siguieron a su decapitación, así como una serie de fenómenos insólitos debidos a los poderes sobrenaturales que, según las mismas fuentes, poseía su cabeza:

Después de cortársela, predicó tres horas, dividida de su cuerpo. […] la que exhala un olor suavísimo, de que somos fieles testigos, como de otras maravillas.

Desde que llegó la Cabeza á Fregenal, […] [su hermano] la colocó en una de las piezas más decentes de su casa, en la misma urna que vino, [llegando] á advertir que, en ciertos días, se manifestaba un olor estraordinario en toda la casa y se estendia una agradable niebla, principalmente en la sala donde estaba la cabeza, se llegó a difundir esta novedad por el pueblo, en términos que concurrían muchas personas y entre ellas de categoría á disfrutar de tan extraordinario suceso; de aqui resultó que ya se determinaron valerse de esta reliquia en enfermedades peligrosas, y aun se advirtió que la aplicacion de los paños en que vino envuelta y se conserban, surtió favorables efectos á las mugeres que estando de parto se hallaban de peligro…

Tras pasar por Madrid, Fregenal de la Sierra, Villafranca de los Barros y Badajoz capital, en 2013, fue reencontrada en Segura de León, siendo devuelta a la isla de Guam en 2015.
En cuanto a las representaciones artísticas que se conocen del religioso, cabe resaltar la existencia de un retrato al óleo sobre lienzo conservado en la hospedería del santuario de la Virgen de los Remedios de Fregenal, bajo el que aparece una cartela con la siguiente inscripción:

EL Pe MANUEL SOLORZANO. NATURAL DE FREGENAL,
PROVINCIAL DE LOS JESUITAS EN LAS YSLAS MARIANAS
DONDE FUE MARTIRISADO A LA EDAD DE 34 AÑOS.

## Biografía
Manuel Ramírez de Solórzano y Escobar fue el primogénito de la familia de la pequeña nobleza local formada por Cristóbal Ramírez de Solórzano y María Adame y Escobar, nacido el 24 de diciembre de 1649 y bautizado en la iglesia parroquial de Santa Ana el 10 de enero del año siguiente.
Tras una primera etapa formativa en el colegio de la Compañía de Jesús de Fregenal y Zafra (donde estudia Gramática) y pese a la oposición paterna, el 25 de marzo de 1666 (con 16 años), ingresa en el noviciado de San Luis de Sevilla, donde profesa «pasados los dos años», siendo trasladado al centro jesuita de Carmona (1667-1668), «donde hizo progresos asombrosos en la latinidad y ciencias humanas», del que pasa al de Granada (1668-1675), «donde estudió ciencias mayores por espacio de siete años; donde obtuvo conclusiones de filosofía y teología con tan general aplauso de los sabios de aquella ciudad y PP. de la Compañia que admirados no tubieron reparo en publicar que Solórzano estaba ilustrado de gracia extraordinaria».
Estando en Granada, exactamente el 30 de mayo de 1672, asiste al auto de fe celebrado en la ciudad, que describe a su padre en estos términos:

[…] Ayer fue el Auto General de esta ciudad, que [h]a sido portentoso por la innumerable gente que a avido, por los muchos penitenciados y quemados y porque todo se a concluido sin desgracia alguna. Avia para quemar 15 honbres y mujeres. Destos se convirtieron 6 y salieron penitenciados: los nueve llegaron al tablado y puestos en sus asientos y leidas algunas causas, pidieron dos mugeres y un honbre audiencia al Tribunal y desde su asiento pasaron al trono de los señores y desde allí les volvieron a las cárceles, con que vinieron a quedar seis quemados tres mugeres y tres honbres; destos a el uno le quemaron vivo, porque no quiso convertirse a Ntra. S[an]ta Fe Catolica sino estuvo el mas pertinaz y obstinado que se abra visto en el mundo y era de 19 años de edad. Quemaron en estatua otros 20, y ensanbenitados y encorozados abria hasta 80, destos hasta la mitad saldrán oy azotados, y muchos delos honbres iran a galeras a remo sin sueldo, unos por zinco, otros por 8 años…

Una vez acabada la carrera y ordenado sacerdote (Guadix, 15 oct. 1674), pide licencia para dedicarse en adelante «á la conversión de los barbaros» (el llamado «pueblo chamorro») de las islas Marianas, lo que, tras una primera negativa de las autoridades provinciales, consigue en 1675.
Desde ese momento hasta su muerte el 23 de julio de 1684, fue nombrado provincial de la Compañía en la región, «fundó [en ellas] iglesias y conventos para los misioneros, un colegio para niños y otro para niñas. Consigió que todos los isleños y barbaros, tanto de las poblaciones como derramados por las cabañas, se convirtieran á la religión de Jesucristo…», así como, en lo político, «que todas las islas reconociesen y prestasen juramento de obediencia á nuestro católico monarca Carlos segundo, año de 1681».
Respecto al destino inmediato de la cabeza, el también sacerdote e historiador local Martín Moreno señala lo siguiente:

Los PP. Jesuitas recogieron la cabeza del santo mártir y por el conducto de la Escma. Sra. Duquesa de Abeyro protectora de los Misioneros y dirigida hasta Madrid por el referido P. Zarzosa se remitió á Fregenal para entregársela a su padre D. Cristóbal, como en efecto llegó, pero no tuvo el gozo de recibir la cabeza de su hijo por haber fallecido…

## Libro de las cartas que escrivieron el Padre Manuel de Solórzano…
Pero «la cabeza del santo mártir» no volvió «sola» desde Guam hasta su pueblo natal, lo que tras un largo periodo de tiempo sin saberse nada del asunto concluyó con el hallazgo en 2014 de un voluminoso conjunto de cartas (la mayoría, dirigidas a su padre) y otros documentos, entre los que sobresalen la ya referida descripción del auto de fe celebrado en Granada el 30 de mayo de 1672, el expediente incoado por el entonces obispo de Badajoz a fin de tratar de esclarecer las causas del aroma especial que, al parecer, exhalaban sus reliquias en ciertas fechas del año (8-15 ene. 1741) o, sobre todo, tres pormenorizadas misivas escritas por el jesuita a raíz de sus escalas en Veracruz, Puebla o México capital (1675-6), camino del Pacífico, lo que para el investigador Oyola Fabián lo convierte en un «cronista de Indias de excepción».

## Hemerografía
- Oyola Fabián, Andrés (abr. 2015). «Destino final, las islas Marianas». Fiestas Patronales en honor de Ntra. Sra. Santa María de los Remedios (Fregenal de la Sierra: Asociación y Patronato de Ntra. Sra. Santa María de los Remedios): 49, 51.